# Ulrich Fugger der Jüngere

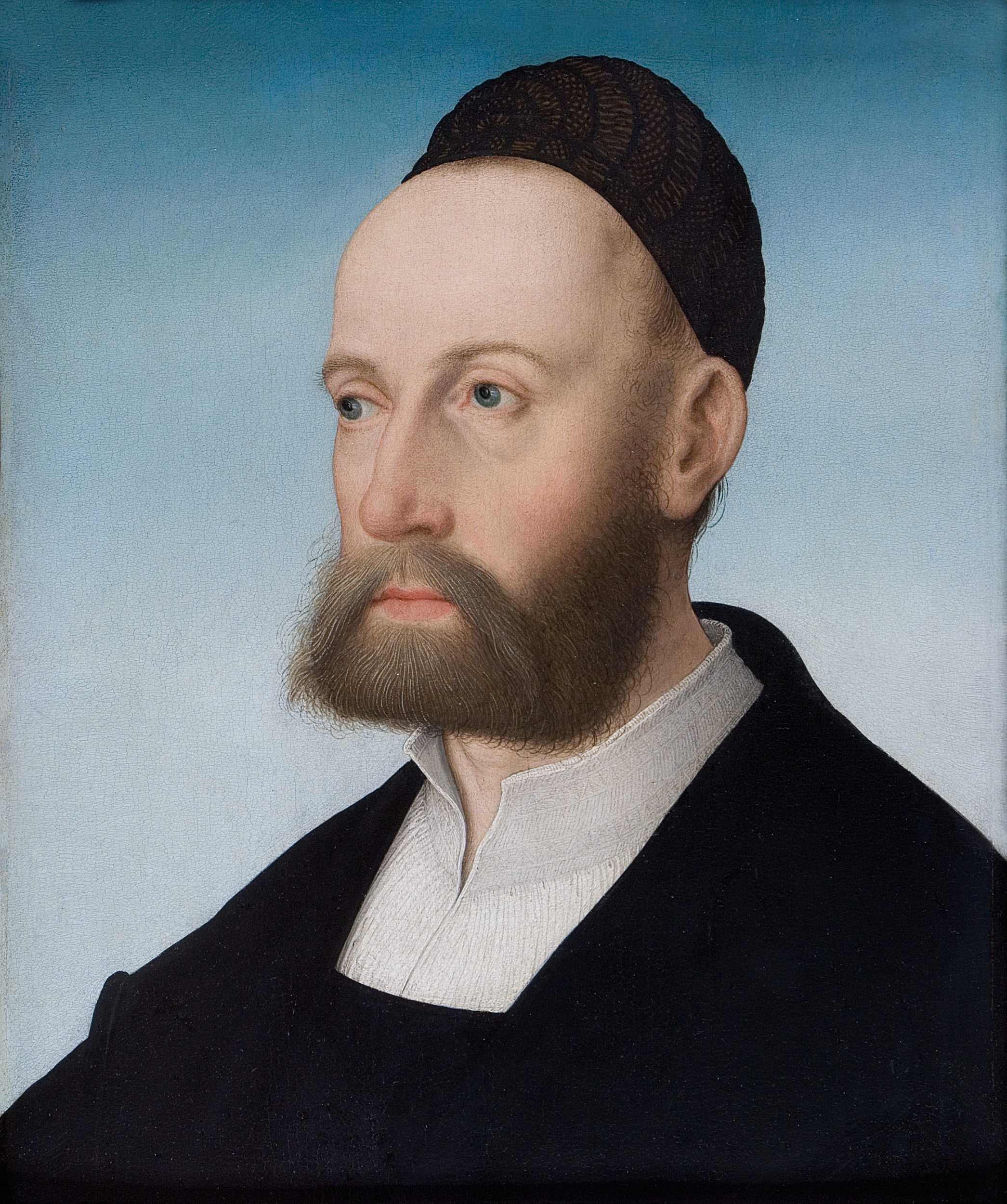
Ulrich Fugger II, von Hans Maler zu Schwaz, 1525

Ulrich Fugger der Jüngere (* 17. April 1490 in Augsburg; † 14. Mai 1525 in Schwaz; von der Lilie) war der zweitälteste Sohn Ulrich Fuggers (des Älteren) und der Veronika Lauginger. Er war Kaufherr in Augsburg und Gesellschafter des Familienunternehmens der Fugger. Im Jahre 1516 heiratete er Veronika Gassner. Ulrich d. J. war ein begabter Kaufmann und als Nachfolger Jakob Fuggers (des Reichen) als Chef der Fuggerschen Handelsgesellschaft vorgesehen, starb aber noch vor diesem. Ulrich schloss per Testament seinen jüngeren Bruder Hieronymus wegen dessen Nichteignung von der Nachfolge aus, sein älterer Bruder Hans war schon im Jahre 1515 gestorben. Nachfolger von Jakob Fugger dem Reichen wurde schließlich ein anderer Neffe Jakobs, Anton Fugger.